# Ruta Provincial 62 (Buenos Aires)
La Ruta Provincial 62 es una carretera argentina con calzada de tierra de 76 km, ubicada en la provincia de Buenos Aires.
Se encuentra junto al ramal Constitución - Divisadero de Pinamar del Ferrocarril General Roca.

## Localidades que transcurre
- Partido de General Madariaga: General Juan Madariaga, Invernadas;
- Partido de Maipú: Monsalvo, Segurola, Santo Domingo;
- Partido de Guido: General Guido.